# Wild-Eyed Southern Boys
Wild-Eyed Southern Boys (Billboard 200 #18) ist das vierte Studio-Album der Southern-Rock-Band 38 Special, veröffentlicht im Mai 1981. Es hat drei Hit-Singles: Hold on Loosely (Billboard Hot 100 #3), Fantasy Girl (#30) und Wild-Eyed Southern Boys (#35).

## Titelliste
1. Hold On Loosely (Don Barnes, Jeff Carlisi, Jim Peterik) – 4:39
2. First Time Around (Barnes, Carlisi, Steele, Donnie Van Zant) – 3:59
3. Wild-Eyed Southern Boys (Peterik) – 4:18
4. Back Alley Sally (Carlisi, Van Zant) – 3:11
5. Fantasy Girl (Carlisi, Peterik) – 4:06
6. Hittin’ and Runnin’ (Barnes, Peterik) – 4:55
7. Honky Tonk Dancer (Barnes, Steele, Van Zant) – 4:59
8. Throw Out the Line (Barnes, Carlisi, Van Zant) – 3:45
9. Bring It On (Carlisi, Steele, Van Zant) – 5:38

## Besetzung
- Don Barnes – Gitarre, Piano, Gesang, Hintergrundgesang
- Steve Brose – Schlagzeug
- Jeff Carlisi – Gitarre, Steel-Gitarre
- Jack Grondin – Schlagzeug
- Larry Junstrom – Bass
- Donnie Van Zant – Gesang, Gitarre

Gastmusiker
- Carol Bristow – Gesang
- Carol Veto – Hintergrundgesang
- Steve McRay – Klavier
- Lu Moss – Gesang
- Terry Emery – Percussion

## Rezeption
Mike DeGagne von allmusic vergibt viereinhalb von fünf Punkten und urteilt: „Wild-Eyed Southern Boys marked the onset of the band’s success throughout the course of the decade“ (Wild-Eyed Southern Boys markierte für die Band den Anfang ihres Erfolges im weiteren Verlauf des Jahrzehnts).

## Kommerzieller Erfolg

### Chartplatzierungen
| ChartsChartplatzierungen       | Höchstplatzierung | Wochen |
| ------------------------------ | ----------------- | ------ |
| Vereinigte Staaten (Billboard) | 18 (57 Wo.)       | 57     |

### Auszeichnungen für Musikverkäufe
Das Album wurde von der RIAA am 10. Juni 1981 mit einer Platin-Schallplatte ausgezeichnet.
| Land/Region               | Auszeichnungen für Musikverkäufe (Land/Region, Auszeichnung, Verkäufe) | Verkäufe  |
| ------------------------- | ---------------------------------------------------------------------- | --------- |
| Vereinigte Staaten (RIAA) | Platin                                                                 | 1.000.000 |
| Insgesamt                 | 1× Platin ·                                                            | 1.000.000 |